# Llista d'estanys d'Andorra

Mapa de les conques hidrogràfiques d'Andorra

Llista de basses i estanys d'Andorra identificats per l'Institut d'Estudis Andorrans. Tots els estanys, així com les zones humides d'inundació superficial o temporal, estan inclosos en l'Inventari de Molleres d'Andorra i estan protegits per la llei dels hàbitats aquàtics. A més, tots els conjunts del Parc natural de la vall de Sorteny i la Vall del Madriu-Perafita-Claror són zones humides d'importància internacional inscrites en la llista del Conveni de Ramsar.
| Nom                            | Núm. d'estanys | Superfície (ha) | Localització                                                                | Codi       | Imatge |
| ------------------------------ | -------------- | --------------- | --------------------------------------------------------------------------- | ---------- | --- |
| Bassa d'Enrodat                |                | 0,50            | Canillo 42° 36′ 53″ N, 1° 41′ 00″ E / 42.61470°N,1.68334°E                  | IEA-BE-1   | {{ca\|Bassa d'Enrodat}} · {{WLE-AD-ES\|IEA-BE-1}} · {{Object location dec\|42.61470\|1.68334\|region:AD_type:waterbody_dim:116_source:cawiki}} · [[Categoria:Bassa d'Enrodat]]                        |
| Bassa del Racó                 |                | 0,20            | Ordino 42° 36′ 36″ N, 1° 29′ 51″ E / 42.60988°N,1.49761°E                   | IEA-BE-2   | {{ca\|Bassa del Racó}} · {{WLE-AD-ES\|IEA-BE-2}} · {{Object location dec\|42.60988\|1.49761\|region:AD_type:waterbody_dim:67_source:cawiki}} · [[Categoria:Lakes of Andorra]]                         |
| Basses de Setut                | 2              | 0,49            | Escaldes-Engordany 42° 28′ 54″ N, 1° 38′ 41″ E / 42.48159°N,1.64464°E       | IEA-BE-3   | {{ca\|Basses de Setut}} · {{WLE-AD-ES\|IEA-BE-3}} · {{Object location dec\|42.48159\|1.64464\|region:AD_type:waterbody_dim:205_source:cawiki}} · [[Categoria:Lakes of Andorra]]                       |
| Basses de l'Estany Negre       |                | 0,22            | La Massana 42° 35′ 06″ N, 1° 26′ 08″ E / 42.58497°N,1.43561°E               | IEA-BE-4   | {{ca\|Basses de l'Estany Negre}} · {{WLE-AD-ES\|IEA-BE-4}} · {{Object location dec\|42.58497\|1.43561\|region:AD_type:waterbody_dim:87_source:cawiki}} · [[Categoria:Basses de l'Estany Negre]]       |
| Basses de les Salamandres      | 2              | 0,45            | Canillo 42° 36′ 15″ N, 1° 39′ 46″ E / 42.60430°N,1.66271°E                  | IEA-BE-5   | {{ca\|Basses de les Salamandres}} · {{WLE-AD-ES\|IEA-BE-5}} · {{Object location dec\|42.60430\|1.66271\|region:AD_type:waterbody_dim:154_source:cawiki}} · [[Categoria:Basses de les Salamandres]]    |
| Basses del Port de Rat         | 3              | 0,85            | Ordino 42° 37′ 24″ N, 1° 28′ 41″ E / 42.62337°N,1.47813°E                   | IEA-BE-6   | {{ca\|Basses del Port de Rat}} · {{WLE-AD-ES\|IEA-BE-6}} · {{Object location dec\|42.62337\|1.47813\|region:AD_type:waterbody_dim:435_source:cawiki}} · [[Categoria:Lakes of Andorra]]                |
| Basses del Siscaró             | 6              | 0,78            | Canillo 42° 35′ 45″ N, 1° 43′ 06″ E / 42.59584°N,1.71822°E                  | IEA-BE-7   | {{ca\|Basses del Siscaró}} · {{WLE-AD-ES\|IEA-BE-7}} · {{Object location dec\|42.59584\|1.71822\|region:AD_type:waterbody_dim:830_source:cawiki}} · [[Categoria:Basses del Siscaró]]                  |
| Bassot dels Clots de Massat    |                | 0,35            | Canillo 42° 34′ 06″ N, 1° 41′ 46″ E / 42.56820°N,1.69600°E                  | IEA-BE-8   | {{ca\|Bassot dels Clots de Massat}} · {{WLE-AD-ES\|IEA-BE-8}} · {{Object location dec\|42.56820\|1.69600\|region:AD_type:waterbody_dim:98_source:cawiki}} · [[Categoria:Lakes of Andorra]]            |
| Els Estanyons                  | 4              | 1,55            | Escaldes-Engordany 42° 28′ 27″ N, 1° 37′ 23″ E / 42.47412°N,1.62303°E       | IEA-BE-9   | {{ca\|Els Estanyons}} · {{WLE-AD-ES\|IEA-BE-9}} · {{Object location dec\|42.47412\|1.62303\|region:AD_type:waterbody_dim:577_source:cawiki}} · [[Categoria:Els Estanyons]]                            |
| Estany Blau                    |                | 2,04            | Escaldes-Engordany 42° 29′ 48″ N, 1° 37′ 15″ E / 42.4968°N,1.6207°E         | IEA-BE-10  | {{ca\|Estany Blau}} · {{WLE-AD-ES\|IEA-BE-10}} · {{Object location dec\|42.4968\|1.6207\|region:AD_type:waterbody_dim:204_source:cawiki}} · [[Categoria:Lakes of Andorra]]                            |
| Estany Esbalçat                |                | 1,79            | Ordino 42° 38′ 24″ N, 1° 30′ 50″ E / 42.6400°N,1.5139°E                     | IEA-BE-11  | {{ca\|Estany Esbalçat}} · {{WLE-AD-ES\|IEA-BE-11}} · {{Object location dec\|42.6400\|1.5139\|region:AD_type:waterbody_dim:177_source:cawiki}} · [[Categoria:Estany Esbalçat]]                         |
| Estany Forcat                  | 2              | 4,94            | Escaldes-Engordany 42° 29′ 39″ N, 1° 38′ 19″ E / 42.4942°N,1.6385°E         | IEA-BE-12  | {{ca\|Estany Forcat}} · {{WLE-AD-ES\|IEA-BE-12}} · {{Object location dec\|42.4942\|1.6385\|region:AD_type:waterbody_dim:375_source:cawiki}} · [[Categoria:Lakes of Andorra]]                          |
| Estany Gran de la Vall del Riu |                | 4,31            | Canillo 42° 36′ 03″ N, 1° 35′ 37″ E / 42.60096°N,1.59355°E                  | IEA-BE-13  | {{ca\|Estany Gran de la Vall del Riu}} · {{WLE-AD-ES\|IEA-BE-13}} · {{Object location dec\|42.60096\|1.59355\|region:AD_type:waterbody_dim:507_source:cawiki}} · [[Categoria:Lakes of Andorra]]       |
| Estany Moreno                  |                | 0,68            | Encamp 42° 30′ 54″ N, 1° 38′ 17″ E / 42.51506°N,1.63807°E                   | IEA-BE-14  | {{ca\|Estany Moreno}} · {{WLE-AD-ES\|IEA-BE-14}} · {{Object location dec\|42.51506\|1.63807\|region:AD_type:waterbody_dim:130_source:cawiki}} · [[Categoria:Lakes of Andorra]]                        |
| Estany Mort                    |                | 0,87            | Canillo 42° 34′ 45″ N, 1° 42′ 53″ E / 42.57905°N,1.71473°E                  | IEA-BE-15  | {{ca\|Estany Mort}} · {{WLE-AD-ES\|IEA-BE-15}} · {{Object location dec\|42.57905\|1.71473\|region:AD_type:waterbody_dim:184_source:cawiki}} · [[Categoria:Lakes of Andorra]]                          |
| Estany Negre                   |                | 1,50            | La Massana 42° 35′ 17″ N, 1° 26′ 13″ E / 42.5880°N,1.4370°E                 | IEA-BE-16  | {{ca\|Estany Negre}} · {{WLE-AD-ES\|IEA-BE-16}} · {{Object location dec\|42.5880\|1.4370\|region:AD_type:waterbody_dim:219_source:cawiki}} · [[Categoria:Estany Negre (la Massana)]]                  |
| Estany Primer                  |                | 2,72            | Encamp Circ dels Pessons 42° 31′ 30″ N, 1° 41′ 16″ E / 42.5250°N,1.6878°E   | IEA-BE-171 | {{ca\|Estany Primer (Encamp)}} · {{WLE-AD-ES\|IEA-BE-171}} · {{Object location dec\|42.5250\|1.6878\|region:AD_type:waterbody_dim:265_source:cawiki}} · [[Categoria:Estany Primer (Pessons)]]         |
| Estany Primer                  |                | 2,09            | Ordino 42° 38′ 14″ N, 1° 29′ 25″ E / 42.6372°N,1.4902°E                     | IEA-BE-172 | {{ca\|Estany Primer (Ordino)}} · {{WLE-AD-ES\|IEA-BE-172}} · {{Object location dec\|42.6372\|1.4902\|region:AD_type:waterbody_dim:265_source:cawiki}} · [[Categoria:Estanys de Tristaina]]            |
| Estany Rodó                    |                | 1,20            | Encamp Circ dels Pessons 42° 31′ 19″ N, 1° 40′ 48″ E / 42.5219°N,1.6801°E   | IEA-BE-18  | {{ca\|Estany Rodó}} · {{WLE-AD-ES\|IEA-BE-18}} · {{Object location dec\|42.5219\|1.6801\|region:AD_type:waterbody_dim:170_source:cawiki}} · [[Categoria:Estany Rodó (Pessons)]]                       |
| Estany d'Engaït                |                | 1,32            | Encamp 42° 30′ 37″ N, 1° 42′ 58″ E / 42.5103°N,1.7162°E                     | IEA-BE-19  | {{ca\|Estany d'Engaït}} · {{WLE-AD-ES\|IEA-BE-19}} · {{Object location dec\|42.5103\|1.7162\|region:AD_type:waterbody_dim:156_source:cawiki}} · [[Categoria:Lakes of Andorra]]                        |
| Estany d'Engolasters           |                | 6,98            | Encamp 42° 31′ 11″ N, 1° 34′ 06″ E / 42.5198°N,1.5684°E                     | IEA-BE-20  | {{ca\|Estany d'Engolasters}} · {{WLE-AD-ES\|IEA-BE-20}} · {{Object location dec\|42.5198\|1.5684\|region:AD_type:waterbody_dim:543_source:cawiki}} · [[Categoria:Estany d'Engolasters]]               |
| Estany de Baix                 |                | 1,45            | Canillo 42° 35′ 15″ N, 1° 42′ 15″ E / 42.5876°N,1.7043°E                    | IEA-BE-21  | {{ca\|Estany de Baix}} · {{WLE-AD-ES\|IEA-BE-21}} · {{Object location dec\|42.5876\|1.7043\|region:AD_type:waterbody_dim:190_source:cawiki}} · [[Categoria:Estany de Baix]]                           |
| Estany de Cabana Sorda         |                | 4,85            | Canillo 42° 36′ 47″ N, 1° 40′ 13″ E / 42.6131°N,1.6703°E                    | IEA-BE-22  | {{ca\|Estany de Cabana Sorda}} · {{WLE-AD-ES\|IEA-BE-22}} · {{Object location dec\|42.6131\|1.6703\|region:AD_type:waterbody_dim:408_source:cawiki}} · [[Categoria:Estany de Cabana Sorda]]           |
| Estany de Creussans            |                | 1,32            | Ordino 42° 38′ 06″ N, 1° 28′ 37″ E / 42.6351°N,1.4770°E                     | IEA-BE-23  | {{ca\|Estany de Creussans}} · {{WLE-AD-ES\|IEA-BE-23}} · {{Object location dec\|42.6351\|1.4770\|region:AD_type:waterbody_dim:170_source:cawiki}} · [[Categoria:Estany de Creussans]]                 |
| Estany de Més Amunt            |                | 12,14           | Ordino 42° 38′ 43″ N, 1° 29′ 11″ E / 42.6453°N,1.4865°E                     | IEA-BE-24  | {{ca\|Estany de Més Amunt}} · {{WLE-AD-ES\|IEA-BE-24}} · {{Object location dec\|42.6453\|1.4865\|region:AD_type:waterbody_dim:482_source:cawiki}} · [[Categoria:Estanys de Tristaina]]                |
| Estany de l'Illa               |                | 13,04           | Encamp 42° 29′ 53″ N, 1° 39′ 31″ E / 42.4980°N,1.6585°E                     | IEA-BE-25  | {{ca\|Estany de l'Illa}} · {{WLE-AD-ES\|IEA-BE-25}} · {{Object location dec\|42.4980\|1.6585\|region:AD_type:waterbody_dim:590_source:cawiki}} · [[Categoria:Estany de l'Illa]]                       |
| Estany de l'Isla               |                | 2,41            | Canillo 42° 37′ 11″ N, 1° 41′ 03″ E / 42.6196°N,1.6842°E                    | IEA-BE-26  | {{ca\|Estany de l'Isla}} · {{WLE-AD-ES\|IEA-BE-26}} · {{Object location dec\|42.6196\|1.6842\|region:AD_type:waterbody_dim:200_source:cawiki}} · [[Categoria:Estany de l'Isla]]                       |
| Estany de la Bova              |                | 2,46            | Escaldes-Engordany 42° 29′ 22″ N, 1° 39′ 05″ E / 42.48943°N,1.65134°E       | IEA-BE-27  | {{ca\|Estany de la Bova}} · {{WLE-AD-ES\|IEA-BE-27}} · {{Object location dec\|42.48943\|1.65134\|region:AD_type:waterbody_dim:300_source:cawiki}} · [[Categoria:Estany de la Bova]]                   |
| Estany de la Nou               |                | 1,18            | Escaldes-Engordany 42° 28′ 32″ N, 1° 34′ 32″ E / 42.4755°N,1.5756°E         | IEA-BE-28  | {{ca\|Estany de la Nou}} · {{WLE-AD-ES\|IEA-BE-28}} · {{Object location dec\|42.4755\|1.5756\|region:AD_type:waterbody_dim:150_source:cawiki}} · [[Categoria:Estany de la Nou]]                       |
| Estany de les Abelletes        |                | 1,9             | Encamp 42° 31′ 48″ N, 1° 43′ 58″ E / 42.53006°N,1.73290°E                   | IEA-BE-29  | {{ca\|Estany de les Abelletes}} · {{WLE-AD-ES\|IEA-BE-29}} · {{Object location dec\|42.53006\|1.73290\|region:AD_type:waterbody_dim:225_source:cawiki}} · [[Categoria:Estany de les Abelletes]]       |
| Estany de les Canals Roges     |                | 1,45            | Canillo 42° 35′ 08″ N, 1° 42′ 38″ E / 42.58568°N,1.71066°E                  | IEA-BE-30  | {{ca\|Estany de les Canals Roges}} · {{WLE-AD-ES\|IEA-BE-30}} · {{Object location dec\|42.58568\|1.71066\|region:AD_type:waterbody_dim:218_source:cawiki}} · [[Categoria:Estany de les Canals Roges]] |
| Estany de les Fonts            |                | 1,92            | Encamp Circ dels Pessons 42° 30′ 57″ N, 1° 40′ 04″ E / 42.5159°N,1.6679°E   | IEA-BE-31  | {{ca\|Estany de les Fonts}} · {{WLE-AD-ES\|IEA-BE-31}} · {{Object location dec\|42.5159\|1.6679\|region:AD_type:waterbody_dim:238_source:cawiki}} · [[Categoria:Estany de les Fonts]]                 |
| Estany de les Truites          |                | 1,25            | La Massana 42° 34′ 39″ N, 1° 26′ 55″ E / 42.5776°N,1.4485°E                 | IEA-BE-32  | {{ca\|Estany de les Truites}} · {{WLE-AD-ES\|IEA-BE-32}} · {{Object location dec\|42.5776\|1.4485\|region:AD_type:waterbody_dim:174_source:cawiki}} · [[Categoria:Estany de les Truites]]             |
| Estany del Cap dels Pessons    |                | 0,92            | Encamp Circ dels Pessons 42° 30′ 44″ N, 1° 39′ 56″ E / 42.51229°N,1.66543°E | IEA-BE-33  | {{ca\|Estany del Cap dels Pessons}} · {{WLE-AD-ES\|IEA-BE-33}} · {{Object location dec\|42.51229\|1.66543\|region:AD_type:waterbody_dim:222_source:cawiki}} · [[Categoria:Lakes of Andorra]]          |
| Estany del Meligar             |                | 1,31            | Encamp Circ dels Pessons 42° 31′ 06″ N, 1° 40′ 28″ E / 42.51833°N,1.67453°E | IEA-BE-34  | {{ca\|Estany del Meligar}} · {{WLE-AD-ES\|IEA-BE-34}} · {{Object location dec\|42.51833\|1.67453\|region:AD_type:waterbody_dim:183_source:cawiki}} · [[Categoria:Estany del Meligar]]                 |
| Estany del Mig                 |                | 3,05            | Ordino 42° 38′ 23″ N, 1° 29′ 10″ E / 42.6397°N,1.4862°E                     | IEA-BE-35  | {{ca\|Estany del Mig}} · {{WLE-AD-ES\|IEA-BE-35}} · {{Object location dec\|42.6397\|1.4862\|region:AD_type:waterbody_dim:330_source:cawiki}} · [[Categoria:Estanys de Tristaina]]                     |
| Estany del Port Dret           |                | 0,12            | La Massana 42° 36′ 12″ N, 1° 27′ 38″ E / 42.60337°N,1.46055°E               | IEA-BE-36  | {{ca\|Estany del Port Dret}} · {{WLE-AD-ES\|IEA-BE-36}} · {{Object location dec\|42.60337\|1.46055\|region:AD_type:waterbody_dim:55_source:cawiki}} · [[Categoria:Lakes of Andorra]]                  |
| Estany dels Meners de la Coma  |                | 0,88            | Canillo 42° 37′ 25″ N, 1° 36′ 30″ E / 42.62374°N,1.60845°E                  | IEA-BE-37  | {{ca\|Estany dels Meners de la Coma}} · {{WLE-AD-ES\|IEA-BE-37}} · {{Object location dec\|42.62374\|1.60845\|region:AD_type:waterbody_dim:172_source:cawiki}} · [[Categoria:Lakes of Andorra]]        |
| Estanys Forcats                | 2              | 3,07            | La Massana 42° 36′ 00″ N, 1° 26′ 52″ E / 42.6000°N,1.4478°E                 | IEA-BE-38  | {{ca\|Estanys Forcats}} · {{WLE-AD-ES\|IEA-BE-38}} · {{Object location dec\|42.6000\|1.4478\|region:AD_type:waterbody_dim:375_source:cawiki}} · [[Categoria:Lakes of Andorra]]                        |
| Estanys d'Ensagents            |                | 3,55            | Encamp 42° 31′ 14″ N, 1° 38′ 52″ E / 42.52042°N,1.64782°E                   | IEA-BE-39  | {{ca\|Estanys d'Ensagents}} · {{WLE-AD-ES\|IEA-BE-39}} · {{Object location dec\|42.52042\|1.64782\|region:AD_type:waterbody_dim:330_source:cawiki}} · [[Categoria:Lakes of Andorra]]                  |
| Estany Primer de Juclar        |                | 21,94           | Canillo 42° 36′ 37″ N, 1° 43′ 06″ E / 42.6103°N,1.7183°E                    | IEA-BE-40  | {{ca\|Estany Primer de Juclar}} · {{WLE-AD-ES\|IEA-BE-40}} · {{Object location dec\|42.6103\|1.7183\|region:AD_type:waterbody_dim:690_source:cawiki}} · [[Categoria:Estanys de Juclar]]               |
| Estany Segon de Juclar         |                | 7,33            | Canillo 42° 36′ 36″ N, 1° 43′ 32″ E / 42.6101°N,1.7256°E                    | IEA-BE-41  | {{ca\|Estany Segon de Juclar}} · {{WLE-AD-ES\|IEA-BE-41}} · {{Object location dec\|42.6101\|1.7256\|region:AD_type:waterbody_dim:365_source:cawiki}} · [[Categoria:Estanys de Juclar]]                |
| Estanys de Montmalús           | 3              | 13,19           | Encamp 42° 30′ 01″ N, 1° 41′ 06″ E / 42.5002°N,1.6850°E                     | IEA-BE-42  | {{ca\|Estanys de Montmalús}} · {{WLE-AD-ES\|IEA-BE-42}} · {{Object location dec\|42.5002\|1.6850\|region:AD_type:waterbody_dim:811_source:cawiki}} · [[Categoria:Estanys de Montmalús]]               |
| Estanys de Montmantell         | 5              | 1,15            | La Massana 42° 36′ 14″ N, 1° 28′ 08″ E / 42.60397°N,1.46881°E               | IEA-BE-43  | {{ca\|Estanys de Montmantell}} · {{WLE-AD-ES\|IEA-BE-43}} · {{Object location dec\|42.60397\|1.46881\|region:AD_type:waterbody_dim:400_source:cawiki}} · [[Categoria:Lakes of Andorra]]               |
| Estanys de Perafita            | 2              | 1,62            | Escaldes-Engordany 42° 28′ 12″ N, 1° 35′ 22″ E / 42.47000°N,1.58957°E       | IEA-BE-44  | {{ca\|Estanys de Perafita}} · {{WLE-AD-ES\|IEA-BE-44}} · {{Object location dec\|42.47000\|1.58957\|region:AD_type:waterbody_dim:1100_source:cawiki}} · [[Categoria:Estanys de Perafita]]              |
| Estanys de Ransol              | 3              | 1,16            | Canillo 42° 37′ 09″ N, 1° 36′ 54″ E / 42.61924°N,1.61502°E                  | IEA-BE-45  | {{ca\|Estanys de Ransol}} · {{WLE-AD-ES\|IEA-BE-45}} · {{Object location dec\|42.61924\|1.61502\|region:AD_type:waterbody_dim:860_source:cawiki}} · [[Categoria:Estanys de Ransol]]                   |
| Estanys de l'Angonella         | 3              | 4,03            | Ordino 42° 36′ 27″ N, 1° 29′ 09″ E / 42.6076°N,1.4859°E                     | IEA-BE-46  | {{ca\|Estanys de l'Angonella}} · {{WLE-AD-ES\|IEA-BE-46}} · {{Object location dec\|42.6076\|1.4859\|region:AD_type:waterbody_dim:1100_source:cawiki}} · [[Categoria:Estanys de l'Angonella]]          |
| Estanys de la Solana           | 5              | 0,93            | Encamp 42° 31′ 28″ N, 1° 40′ 31″ E / 42.52433°N,1.67531°E                   | IEA-BE-47  | {{ca\|Estanys de la Solana}} · {{WLE-AD-ES\|IEA-BE-47}} · {{Object location dec\|42.52433\|1.67531\|region:AD_type:waterbody_dim:300_source:cawiki}} · [[Categoria:Lakes of Andorra]]                 |
| Estanyó del Querol             |                | 0,63            | Canillo 42° 36′ 00″ N, 1° 39′ 37″ E / 42.60010°N,1.66028°E                  | IEA-BE-48  | {{ca\|Estanyó del Querol}} · {{WLE-AD-ES\|IEA-BE-48}} · {{Object location dec\|42.60010\|1.66028\|region:AD_type:waterbody_dim:104_source:cawiki}} · [[Categoria:Estanyó del Querol]]                 |
| Llac del Cubil                 |                | 0,32            | Encamp 42° 32′ 12″ N, 1° 40′ 09″ E / 42.53662°N,1.66910°E                   | IEA-BE-49  | {{ca\|Llac del Cubil}} · {{WLE-AD-ES\|IEA-BE-49}} · {{Object location dec\|42.53662\|1.66910\|region:AD_type:waterbody_dim:85_source:cawiki}} · [[Categoria:Llac del Cubil]]                          |
| L'Estanyó                      |                | 1,34            | Ordino 42° 36′ 35″ N, 1° 34′ 45″ E / 42.6097°N,1.5791°E                     | IEA-BE-50  | {{ca\|L'Estanyó}} · {{WLE-AD-ES\|IEA-BE-50}} · {{Object location dec\|42.6097\|1.5791\|region:AD_type:waterbody_dim:175_source:cawiki}} · [[Categoria:Estany de l'Estanyó]]                           |